# Механизм Саррюса

Механизм Саррюса

Механизм Саррюса (англ. Sarrus linkage) — механизм, изобретённый 1853 году Пьером Саррюсом, преобразующий ограниченное движение по окружности в прямолинейное движение без использования направляющих. Он состоит из нескольких шарнирно-сочленённых прямоугольных пластин, две из которых остаются параллельными, но могут двигаться друг к другу. Механизм Саррюса принадлежит к классу пространственных механизмов, в отличие от механизма Липкина-Посселье, являющегося плоским механизмом. Механизм Саррюса представляет собой два видоизменённых кривошипно-шатунных механизма, соединённых под прямым углом друг к другу.
Хотя Чарльз-Николя Посселье считается первым изобретателем механизма прямолинейного движения, механизм Саррюса был изобретён ранее; однако по большей части это не признаётся.